# Liar - L'amore bugiardo
Liar - L'amore bugiardo (Liar) è una serie televisiva britannica-statunitense creata dai fratelli Harry e Jack Williams.
La serie è andata in onda nel Regno Unito su ITV dall'11 settembre 2017 al 6 aprile 2020, mentre negli Stati Uniti è stata trasmessa su SundanceTV dal 27 settembre dello stesso anno.
In Italia, la serie viene trasmessa dal 18 gennaio 2018 su Nove.

## Trama
La serie segue Laura Nielson e Andrew Earlham, la cui attrazione iniziale porta a un appuntamento che ha conseguenze di vasta portata per la coppia, i loro amici e le famiglie, mentre vengono svelati segreti e bugie.

## Episodi
| Stagione         | Episodi | Prima TV originale | Prima TV Italia |
| ---------------- | ------- | ------------------ | --------------- |
| Prima stagione   | 6       | 2017               | 2018            |
| Seconda stagione | 6       | 2020               | inedita         |

## Personaggi e interpreti
- Laura Nielson, interpretata da Joanne Froggatt, doppiata da Chiara Gioncardi
- Andrew Earlham, interpretato da Ioan Gruffudd, doppiato da Massimiliano Manfredi
- Katy Sutcliffe, interpretata da Zoë Tapper, doppiata da Domitilla D'Amico
- Tom Bailey, interpretato da Warren Brown, doppiato da Riccardo Scarafoni
- Liam Sutcliffe, interpretato da Richie Campbell, doppiato da Marco Vivio
- Luke Earlham, interpretato da Jamie Flatters, doppiato da Federico Viola
- Vanessa Harmon, interpretata da Shelley Conn, doppiata da Claudia Razzi
- Rory Maxwell, interpretato da Danny Webb, doppiato da Gerolamo Alchieri

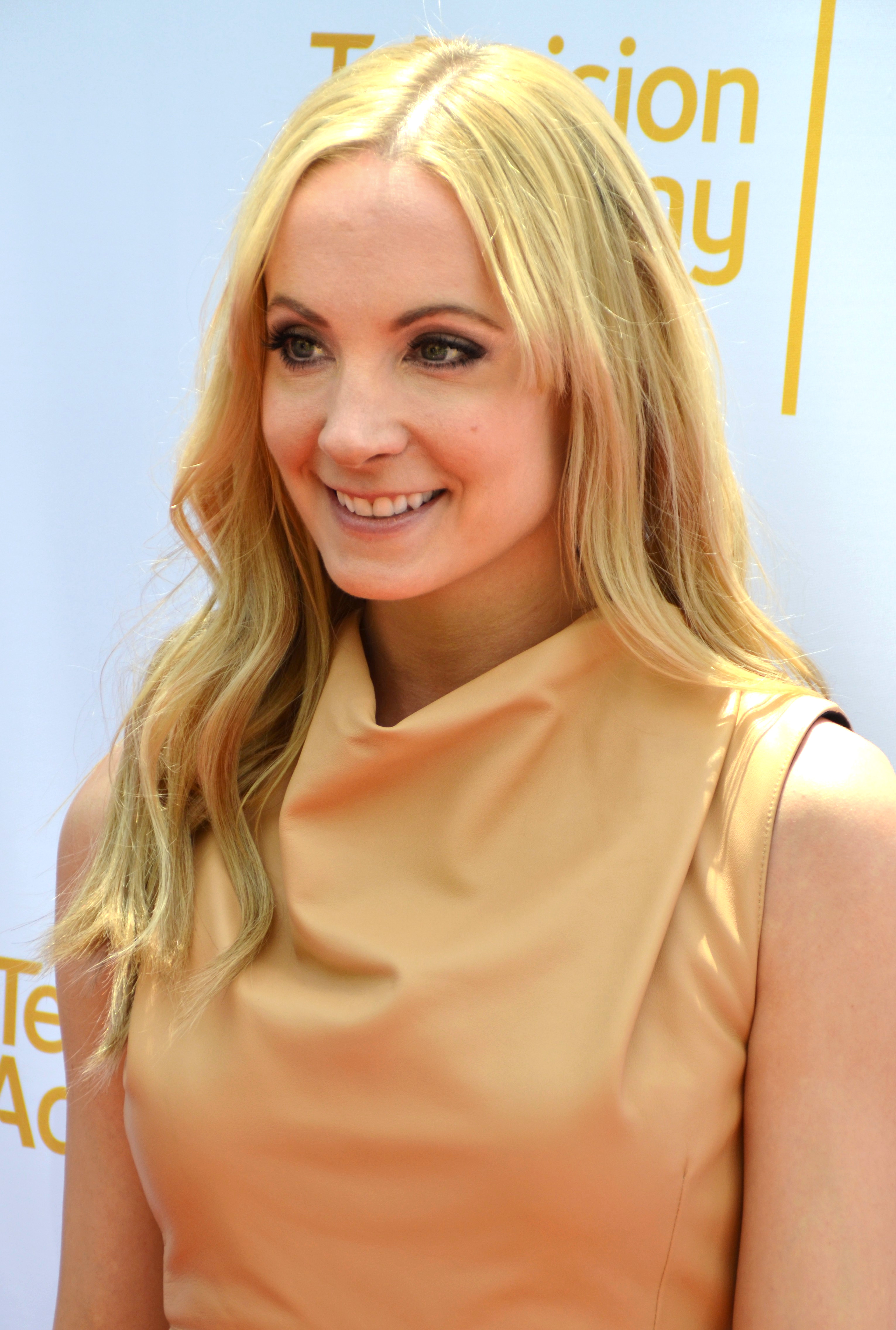
Joanne Froggatt
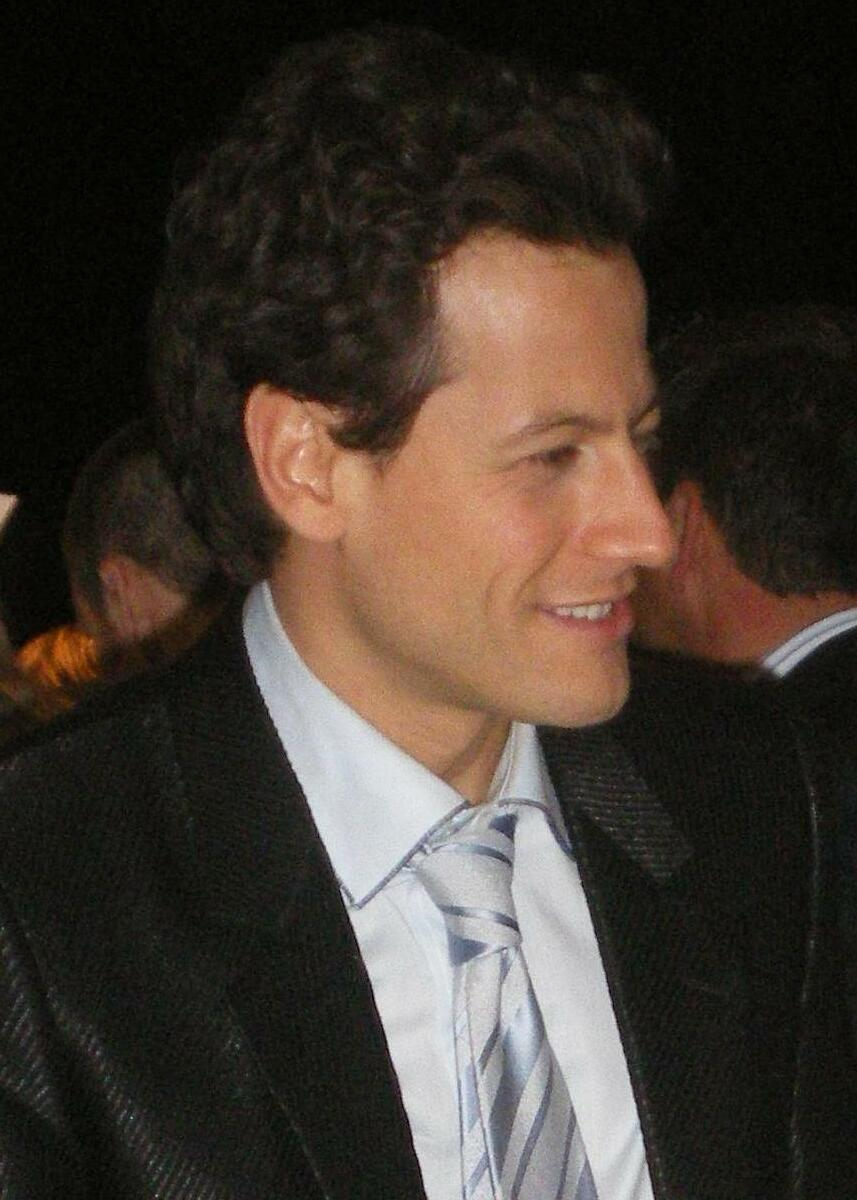
Ioan Gruffudd
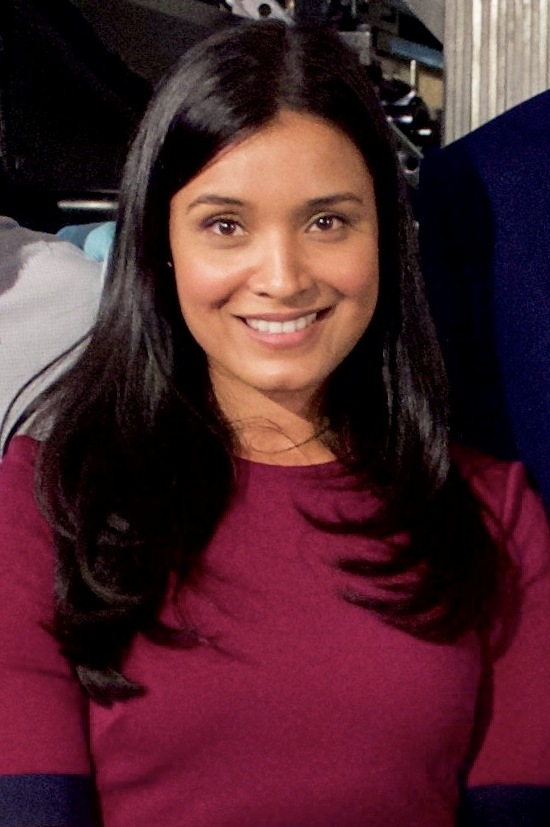
Shelley Conn

## Produzione
La serie è stata annunciata il 15 aprile 2016. Il 30 settembre 2016, è stata ordinata da SundanceTV e ITV. Anche le emittenti TF1 e Seven Network hanno ordinato la serie. Le riprese della serie sono iniziate nel novembre del 2016 a Londra e nel Kent. La serie è stata girata anche a Tollesbury, Deal, Kingsdown, Walmer, Brockley, Nunhead, Shortlands (episodio 3), South Ealing e Edimburgo (episodio 4).
Nel mese di gennaio del 2018 è stato annunciato il rinnovo per una seconda stagione, prevista per il 2019.

## Trasmissione internazionale
- Francia: TF1[6]
- Australia: Seven Network[7]
- Nuova Zelanda: TVNZ[12]

## Accoglienza

### Ascolti

#### UK
| n° | Prima TV          | Ascolti |
| -- | ----------------- | ------- |
| 1  | 11 settembre 2017 | 8.86    |
| 2  | 18 settembre 2017 | 8.5     |
| 3  | 25 settembre 2017 | 8.87    |
| 4  | 2 ottobre 2017    | 8.82    |
| 5  | 9 ottobre 2017    | 9.03    |
| 6  | 16 ottobre 2017   | 9.49    |

#### USA
| n° | Prima TV          | Ascolti |
| -- | ----------------- | ------- |
| 1  | 27 settembre 2017 | 0.121   |
| 2  | 4 ottobre 2017    | 0.084   |
| 3  | 11 ottobre 2017   | 0.093   |
| 4  | 18 ottobre 2017   | 0.100   |
| 5  | 25 ottobre 2017   | 0.097   |
| 6  | 1º novembre 2017  | -       |

#### Italia
| n° | Prima TV         | Ascolti         |
| -- | ---------------- | --------------- |
| 1  | 18 gennaio 2018  | 384.000 (1,50%) |
| 2  | 18 gennaio 2018  | 384.000 (1,50%) |
| 3  | 25 gennaio 2018  | 251.000 (1,00%) |
| 4  | 25 gennaio 2018  | 251.000 (1,00%) |
| 5  | 1º febbraio 2018 | 294.000 (1.2%)  |
| 6  | 1º febbraio 2018 | 294.000 (1.2%)  |

### Critica
La serie è stata accolta positivamente dalla critica. Sull'aggregatore di recensioni Rotten Tomatoes ha un indice di gradimento del 67% con un voto medio di 6 su 10, basato su 18 recensioni, mentre su Metacritic ha un punteggio di 63 su 100, basato su 10 recensioni.
Gwen Inhat di The A.V. Club ha dato alla serie una recensione positiva scrivendo "Le due esibizioni principali, su cui poggia l'intera serie, sono entrambe sorprendenti: Joanne Froggatt, così solida a Downton Abbey, è fragile, oscillando da allegra a instabile in pochi istanti. E siamo così abituati a vedere Ioan Gruffudd l'eroe romantico, è affascinante vederlo offrire una performance così sfaccettata, spostandosi senza sforzo tra la luce e il buio". Liz Shannon Miller di Indiwire scrive "Sia Froggatt che Gruffudd si dimostrano egualmente all'altezza, con la miscela di fascino e confusione di Gruffudd, essenziale per vendere la natura ambigua della premessa. Ma quando arrivano i grandi twist né l'attore è in grado di sfuggire al materiale, in particolare i densi monologhi confessionali che contraddicono completamente la natura radicata degli episodi precedenti".
Inkoo Kang dell'Hollywood Reporter, invece, dà una recensione negativa alla serie scrivendo "Né coerentemente responsabile né trascinante nel trasporto, Liar, finisce per minare i suoi ammirevoli obiettivi con una serie di assurdi colpi di scena e caratterizzazioni. Le crociate scatenate come quelle di Laura raramente si sentono così intensamente o così incredibilmente deludenti".

## Remake italiano
Dal 17 febbraio 2019, è stato trasmesso su Canale 5 un remake italiano della serie, intitolato Non mentire. I protagonisti della serie sono Alessandro Preziosi e Greta Scarano.

## Altri remake
Sono stati realizzati remake anche in Spagna (Mentiras), Germania (Du sollst nicht lügen) , Francia (Mensonges) , Turchia (Yalanci) , Grecia (Psemata), Slovacchia (Klamstvo), Malesia (LIAR) e India (Marzi)